# Gino Micheli

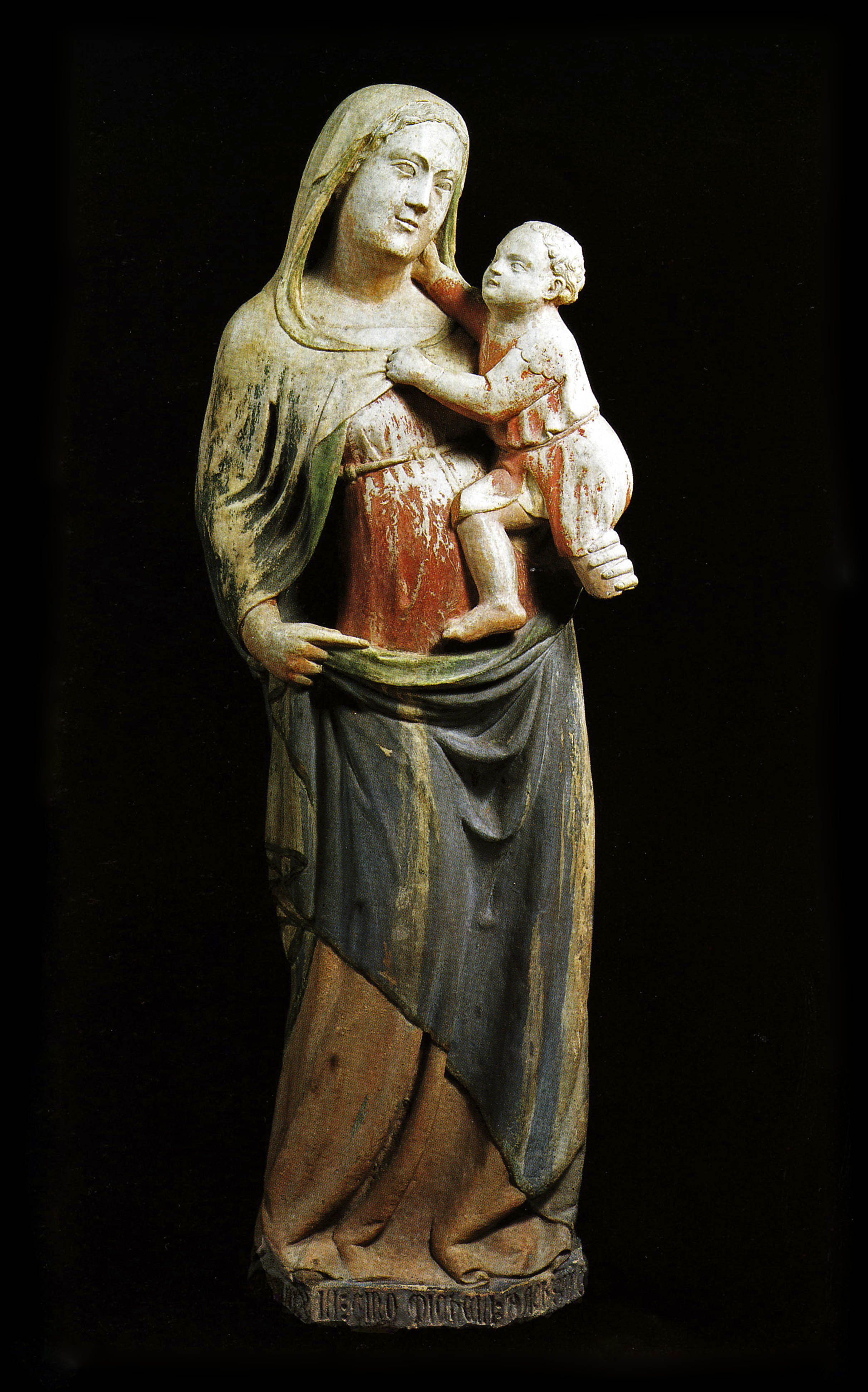
Madonna col Bambino, Museo di San Casciano

Gino Micheli (Castello, ... – 1350 circa) è stato uno scultore italiano.

## Biografia
Il nome di Gino Micheli non appare in nessun documento ma appare inciso alla base della statua in marmo policromo della Madonna col Bambino proveniente dalla chiesa di San Lorenzo a Castelbonsi  e oggi esposta nel Museo di San Casciano. Il suo profilo biografico è stato ricostruito basandosi su una serie di opere dalle caratteristiche similari.
Lo scultore, ribattezzato Gino Micheli da Castello, sarebbe stato un allievo di Tino di Camaino, attivo a Firenze tra il 1318 e il 1323, e tra il 1337 e il 1341 avrebbe partecipato, sotto la direzione di Andrea Pisano, alla esecuzione di alcuni rilievi su incarico dell'Opera del Duomo di Firenze.
La Madonna col Bambino di San Casciano è il punto di cristallizzazione di tutta una serie di sculture fiorentine tra loro simili per caratteristiche (visi tondeggianti, portamento vivace, robustezza). A questo autore sono attribuiti alcuni rilievi del ciclo delle Sette Arti Liberali, un rilievo del Ciclo delle Virtù e altri rilievi del campanile di Giotto di Firenze. A lui sono inoltre attribuiti un rilievo in pietra conservato al Museo del Bargello e la Tomba di Francesco e Simone dei Pazzi nella loggia del fianco nord della chiesa di santa Croce di Firenze.

## Opere attribuite

### Rilievi del Campanile di Giotto
- Ciclo delle Sette Arti Liberali
  - Aritmetica
  - Logica
  - Musica
  - Grammatica
- Ciclo delle Virtù
  - Fede
- Ciclo dei Sacramenti
  - Matrimonio

### Rilievo al Museo del Bargello
- Madonna col Bambino

### Chiesa di Santa Croce
- Tomba di Francesco e di Simone dei Pazzi
- Madonna , coronamento della tomba e oggi esposta nel Museo dell'Opera di santa Croce

### Museo di San Casciano
- Madonna col Bambino, datata 1341